# Bosc de la Marquesa
El Bosc de la Marquesa és un espai d'interès natural protegit que es troba a 8 km del centre de la ciutat de Tarragona. El seu nom característic prové de la marquesa Caridad Barraqué de Borràs (+1984), filla de Benet de Barraquer i Garrigosa ca.1863-1901) i de Manuela de Borràs de Borràs, marquesa de la Bàrcena (Barcelona ca.1865-1939), que als anys seixanta, en l'època de l'especulació urbanística, va rebutjar l'oferta de compra que li proposaven, fet que va permetre la conservació natural de l'espai.
El Bosc de la Marquesa va des de la Platja Llarga fins a la Punta de la Mora. Disposa de diferents senderes que porten a un dels dos llocs. Els camins transcorren a través del bosc i en paral·lel a la costa.
Les diferents rutes permeten passar per un seguit de platges i cales: platja de Roca Plana o Calabecs (o Calabeig) i Cala Fonda o platja de l'Arboçar (popularment coneguda com Waikiki).
El clima mediterrani hi permet el desenvolupament d'una vegetació formada per pins blancs, alzines, arbustos i herbes trepadores,  a més a més, de savines i lliris que floreixen a l'estiu.
A banda de les espècies vegetals, aquest paratge és habitat per diversitat de fauna, com esquirols i conills.
Pel que fa a la presència humana, aquest indret s'ha convertit en una ruta que és freqüentada per turistes i per la població local.
La gestió i conservació del Bosc està a càrrec de la Fundació Bosc de la Marquesa creada pels familiars descendents de la Marquesa.